# Пояна-Маре (Прахова)
Пояна-Маре (рум. Poiana Mare) — село у повіті Прахова в Румунії. Входить до складу комуни Бетринь.
Село розташоване на відстані 98 км на північ від Бухареста, 43 км на північ від Плоєшті, 149 км на захід від Галаца, 54 км на південний схід від Брашова.

## Населення
За даними перепису населення 2002 року у селі проживали 202 особи, з них 201 особа (99,5%) румунів. Усі жителі села рідною мовою назвали румунську.